# Krčín (Horní Stropnice)

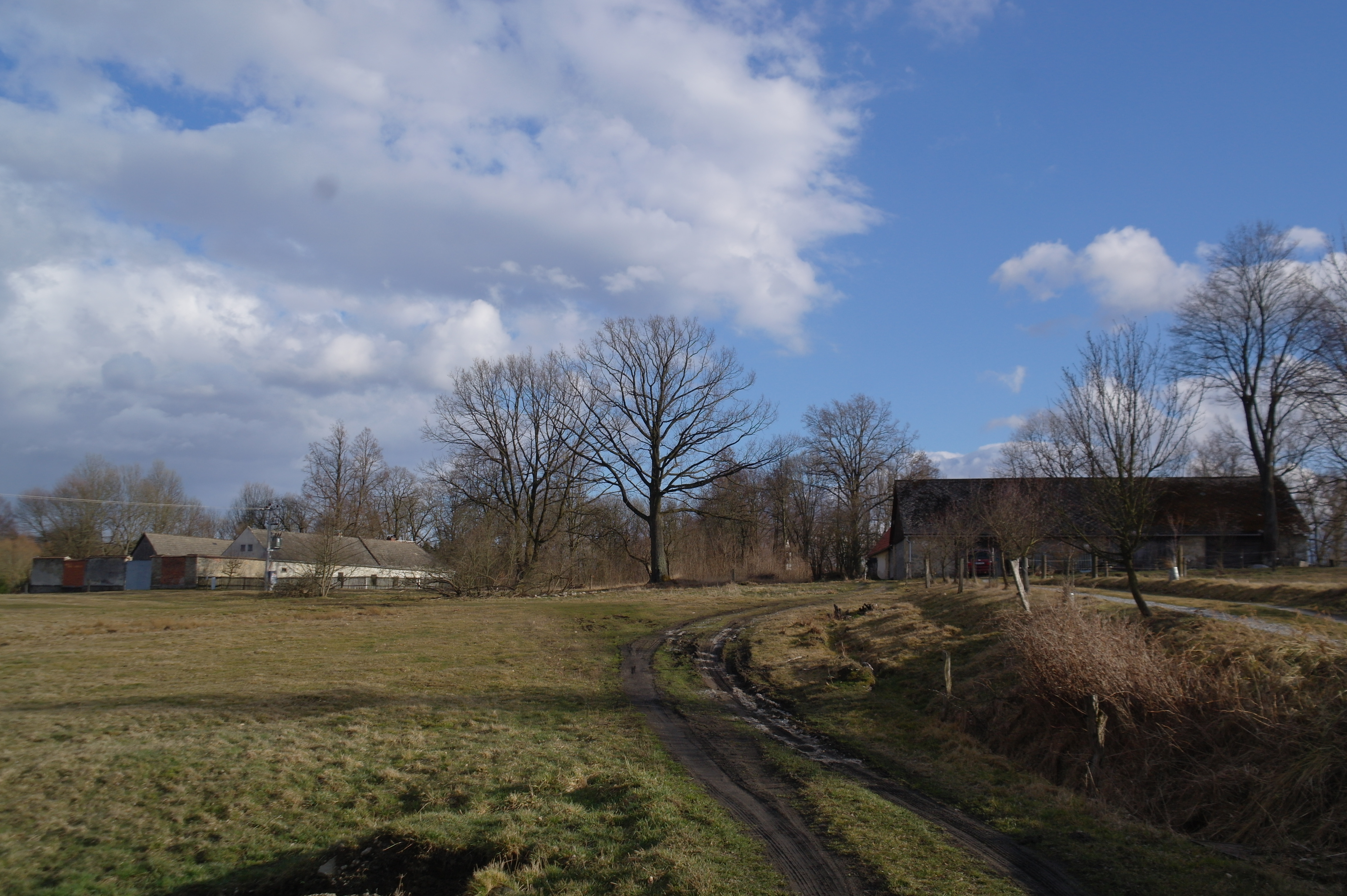
Gehöfte Nr. 76 und 77

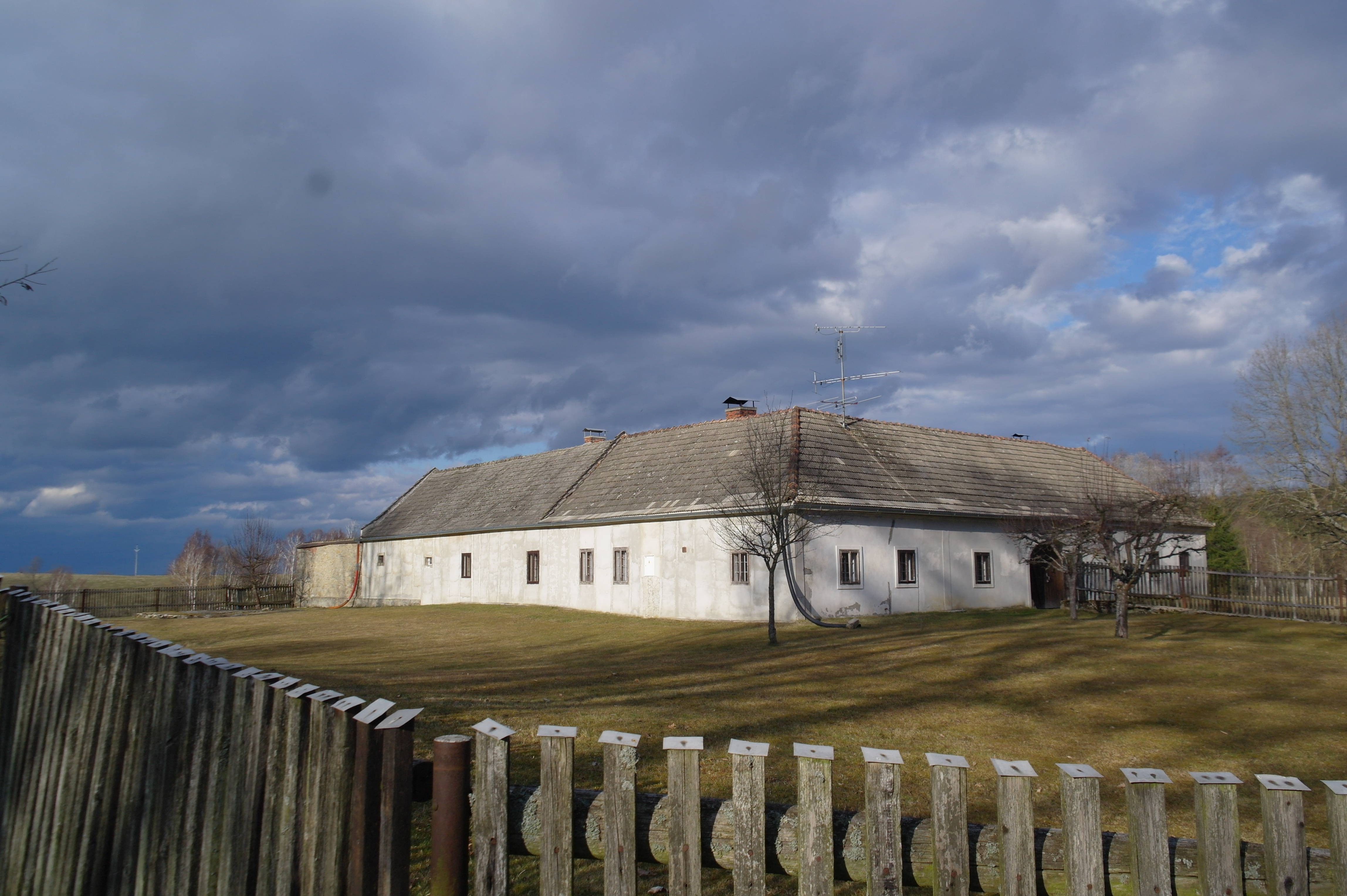
Gehöft Nr. 77

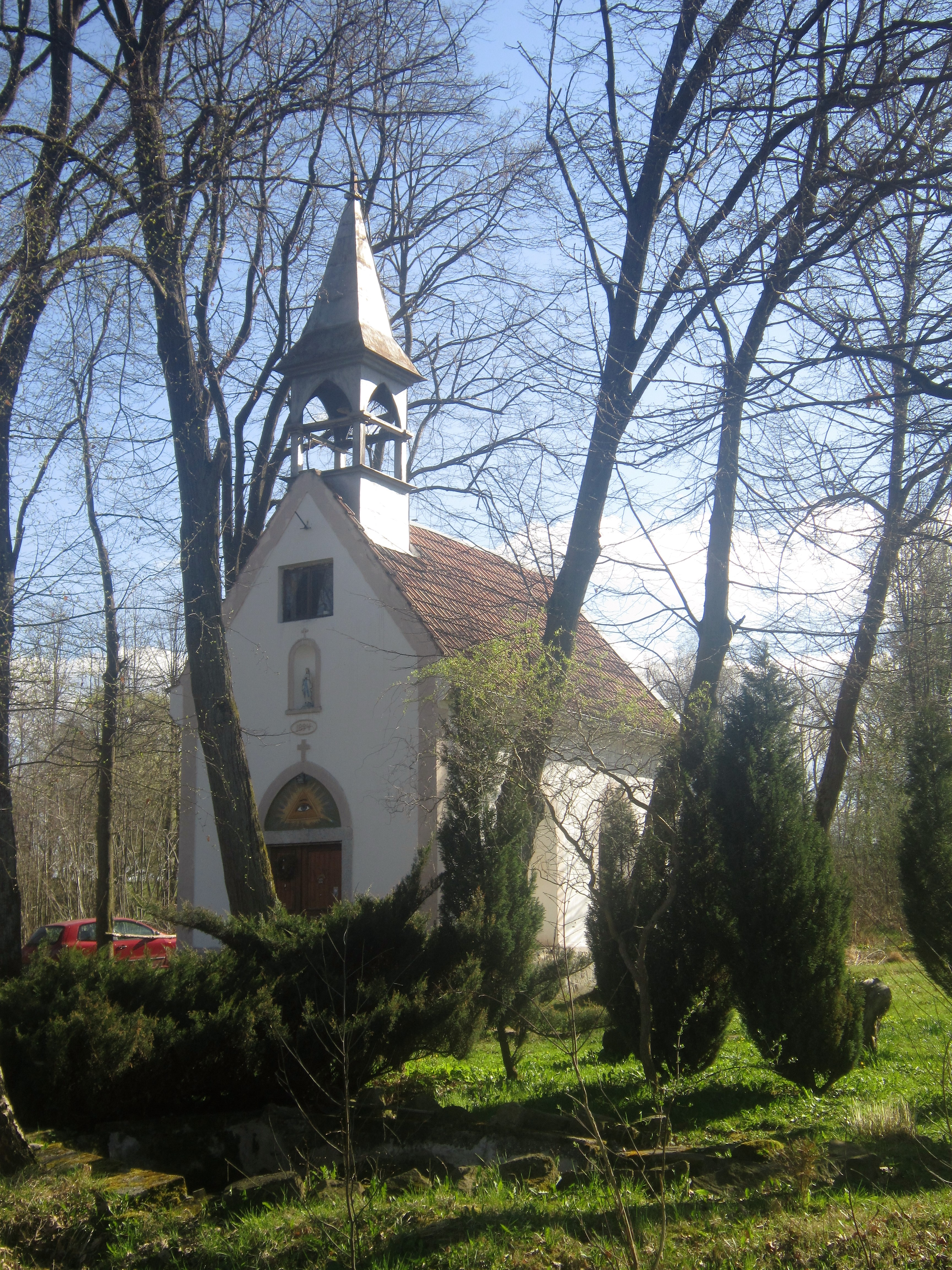
Kapelle

Krčín (deutsch Gritschau, volkstümlich Grüschau) ist ein Ortsteil der Gemeinde Horní Stropnice (Strobnitz) im Okres České Budějovice in Tschechien. Das weitgehend erloschene Dorf liegt zwei Kilometer westlich von Nové Hrady (Gratzen) in den Novohradské podhůří (Gratzener Gebirgsvorland).

## Geographie
Der ehemalige Rundling Krčín befindet sich linksseitig über dem Terčino údolí (Theresiental) der Stropnice (Strobnitz) auf einer Hochfläche. Nördlich erhebt sich der Krčínský vrch (Gritschauer Berg; 553 m n.m.), im Osten der Soví vrch (541 m n.m.) sowie im Nordwesten die Výhledy (Prospect, 549 m n.m.). Gegen Süden wird die Stropnice im Stausee Humenice angestaut. Krčín hat keine Straßenanbindung und ist nur über einen Feldweg von Hlinov (Tonnberg) erreichbar. Der Ort liegt im Naturpark Novohradské hory.
Nachbarorte sind Hlinov (Horní Stropnice) und Hlinov (Nové Hrady) im Norden, Štiptoň (Winau) im Nordosten, Údolí (Niederthal) im Osten, Tereziino údolí (Jetzkobrunn), U Hamru und Terezín (Neugebäu) im Südosten, Světví (Gschwendt) und Cuknštejn (Zuckenstein) im Süden, Humenice (Maierhof), Olbramov (Wolfersdorf) und Svébohy (Zweiendorf) im Südwesten, Božejov (Buschendorf) im Westen sowie Žár (Sohors bei Gratzen) und Svaryšov (Sworeschau) im Nordwesten.

## Geschichte
Die erste schriftliche Erwähnung des Dorfes Gruczow erfolgte am 18. August 1359, als Witiko von Landstein das Gut Gratzen an die Herren von Rosenberger verkaufte. In einer Urkunde Karls IV. von 1362 über den Charakter des Lehens Gratzen wurde auch Gruczow aufgeführt; ebenso ist das Dorf bei der in Folge dieser Lehnbarkeitserklärung erfolgten Vermessung des Gutes Gratzen enthalten. Aus dem Rosenberger Urbar von 1379 ist ersichtlich, dass Gruczow aus acht n bestand, von denen jede jährlich 63 Groschen zinste. Ulrich von Rosenberg und sein Sohn Heinrich verkauften im Jahre 1384 ihrem Gratzener Beamten Diwisch wiedereinlöslich acht Gereuther und zwei Höfe in Kruczow. 1448 wurde ein Jan z Kruczowa und 1452 derselbe nochmals als Jan Krucovec z Krucova erwähnt. Johann von Rosenberg fertigte 1469 dem Erasmus von Michnitz († 1479) eine Handfeste über acht Gereuther in Krnczow aus, die dieser 1473 an Katharina von Březy und später an deren Tochter Ludmilla abtrat. Nach Erasmus’ Tod erbte dessen Sohn Wilhelm von Michnitz († 1496) den Besitz, ihm folgte sein Neffe Ulrich Pauzar von Michnitz auf Zuckenstein. Im Jahre 1543 wurde Kruczow unter den Besitzungen des Gutes Zuckenstein aufgeführt; wobei die Herrschaft Gratzen auch weiterhin Anteile an dem Dorf besaß. Wenig später erwarben die Zuckensteiner Besitzer auch den Gratzener Anteil des Dorfes. Im Gratzener Urbar von 1553 wird Kruczow nicht mehr erwähnt, 1564 ist das ganze Dorf unter den Besitzungen der Burg Zuckenstein aufgeführt. Der letzte Besitzer der eigenständigen Herrschaft Zuckenstein war Georg Gaba von Ribnian. Er unterstützte nach dem Ständeaufstand von 1618 die Aufständischen. Nach der Schlacht am Weißen Berg wurden Gabas Güter konfisziert und mit der Herrschaft Gratzen verbunden. Im Februar 1621 verlieh Ferdinand II. die Herrschaft Gratzen seinem Feldherrn Charles Bonaventure de Longueval, Comte de Bucquoy, der es an die Herrschaft Gratzen anschloss. Die Herren von Buquoy hielten den Besitz über mehr als drei Jahrhunderte. 1658 sind acht Stiftsbesitzer in Kruczow aufgeführt. Karl Philipp de Longueval errichtete 1669 auf den böhmischen Familiengütern ein Majorat. 1720 wurde das Dorf unter dem deutschen Namen Grischau erwähnt. Auf dem Dorfplatz wurde 1780 eine Betkapelle errichtet. Im Jahre 1788 bestand Gritschau aus 16 Häusern.
Im Jahre 1840 bestand das im Budweiser Kreis gelegene Dorf Gritschau bzw. Grütschau aus 17 Häusern mit 89 Einwohnern. Zu Gritschau konskribiert war der herrschaftliche  Meierhof Sworischau mit einer Schäferei. Pfarrort war Gratzen. Bis zur Mitte des 19. Jahrhunderts blieb Gritschau der Fideikommissherrschaft Gratzen untertänig.
Nach der Aufhebung der Patrimonialherrschaften bildete Gritschau / Kržon auch Krčín bzw. Krucov genannt, ab 1850 mit dem Hof Sworeschau / Sworeschau einen Ortsteil der Gemeinde Zweiendorf / Svébohy im Gerichtsbezirk Gratzen. 1868 wurde der Ort dem Bezirk Kaplitz zugeordnet. Im Jahre 1869 bestand Gritschau aus 15 Häusern und hatte 124 Einwohner. Am 30. August 1880 zerstörte ein Großfeuer Teile des Dorfes. Seit den 1880er Jahren wurde nur noch Krčín als tschechischer Ortsname verwendet. Die Kapelle wurde 1894 zu einer Messkapelle erweitert. Im Jahre 1900 hatte Gritschau 146 Einwohner, 1910 waren es 172.
Nach dem Ersten Weltkrieg zerfiel der Vielvölkerstaat Österreich-Ungarn, das Dorf wurde 1918 Teil der neu gebildeten Tschechoslowakischen Republik. Beim Zensus von 1921 lebten in den 20 Häusern des Dorfes 158 Personen, darunter 114 Deutsche und 40 Tschechen. 1930 lebten in den 18 Häusern von Gritschau 134 Personen. Nach dem Münchner Abkommen wurde Gritschau im Oktober 1938 dem Deutschen Reich zugeschlagen und gehörte bis 1945 zum Landkreis Kaplitz. Nach dem Ende des Zweiten Weltkrieges kam Krčín zur wiedererrichteten Tschechoslowakei zurück. Nach der Vertreibung der meisten deutschen Bewohner wurde der Ort nur schwach mit Tschechen wiederbesiedelt. 1949 erfolgte die Aufhebung des Okres Kaplice und die Umgliederung von Krčín in den Okres Trhové Sviny. 1950 bestand Krčín aus 19 Häusern und hatte 49 Einwohner. Im Zuge der Gebietsreform von 1960 wurde Krčín dem Okres České Budějovice zugeordnet. 1961 hatte Krčín 95 Einwohner. Im Jahre 1964 erfolgte die Eingemeindung nach Horní Stropnice; Svaryšov wurde von Krčín abgetrennt und der Gemeinde Žár zugeschlagen. Im Jahre 1970 lebten in den zehn Häusern von Krčín 30 Personen. Ab 1980 wurde Krčín nicht mehr als Ortsteil geführt. Beim Zensus von 1980 hatte Krčín keine ständigen Einwohner mehr, daran hat sich bis heute nichts geändert. Zum 1. Mai 2003 erhielt Krčín wieder den Status eines Ortsteils von Horní Stropnice. Krčín besteht heute aus einem Drei- und einem Vierseithof; von einem weiteren Hof sind noch starke Mauern erhalten. Der ehemalige Dorfplatz mit der Kapelle ist heute ein Wäldchen.

## Ortsgliederung
Der Ortsteil Krčín ist Teil des Katastralbezirkes Svébohy.

## Sehenswürdigkeiten
- Kapelle auf dem ehemaligen Dorfplatz, sie wurde 1780 errichtet und 1894 vergrößert
- Gusseisernes Flurkreuz auf hohem Steinsockel, am Weg nordwestlich von Krčín
- Landschaftspark Terčino údolí (Theresiental), südlich und östlich von Krčín im Tal der Stropnice (Strobnitz)